# کیپ شرقی
کیپ شرقی یکی از استان‌های جمهوری آفریقای جنوبی است. مرکز آن شهر بیشو است.